# Bockelwitz

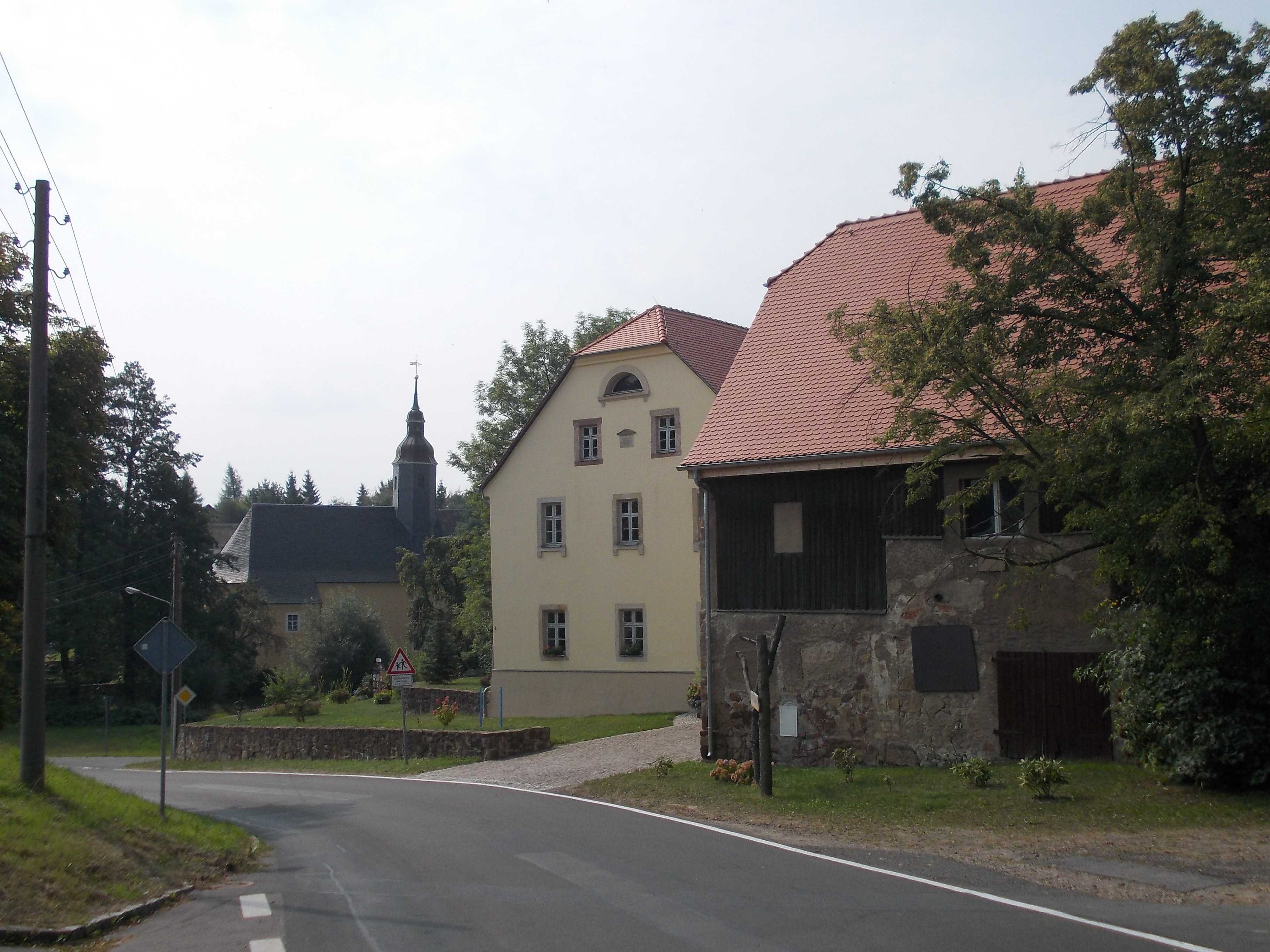
Hof Bockelwitz Nr. 3 und Kirche

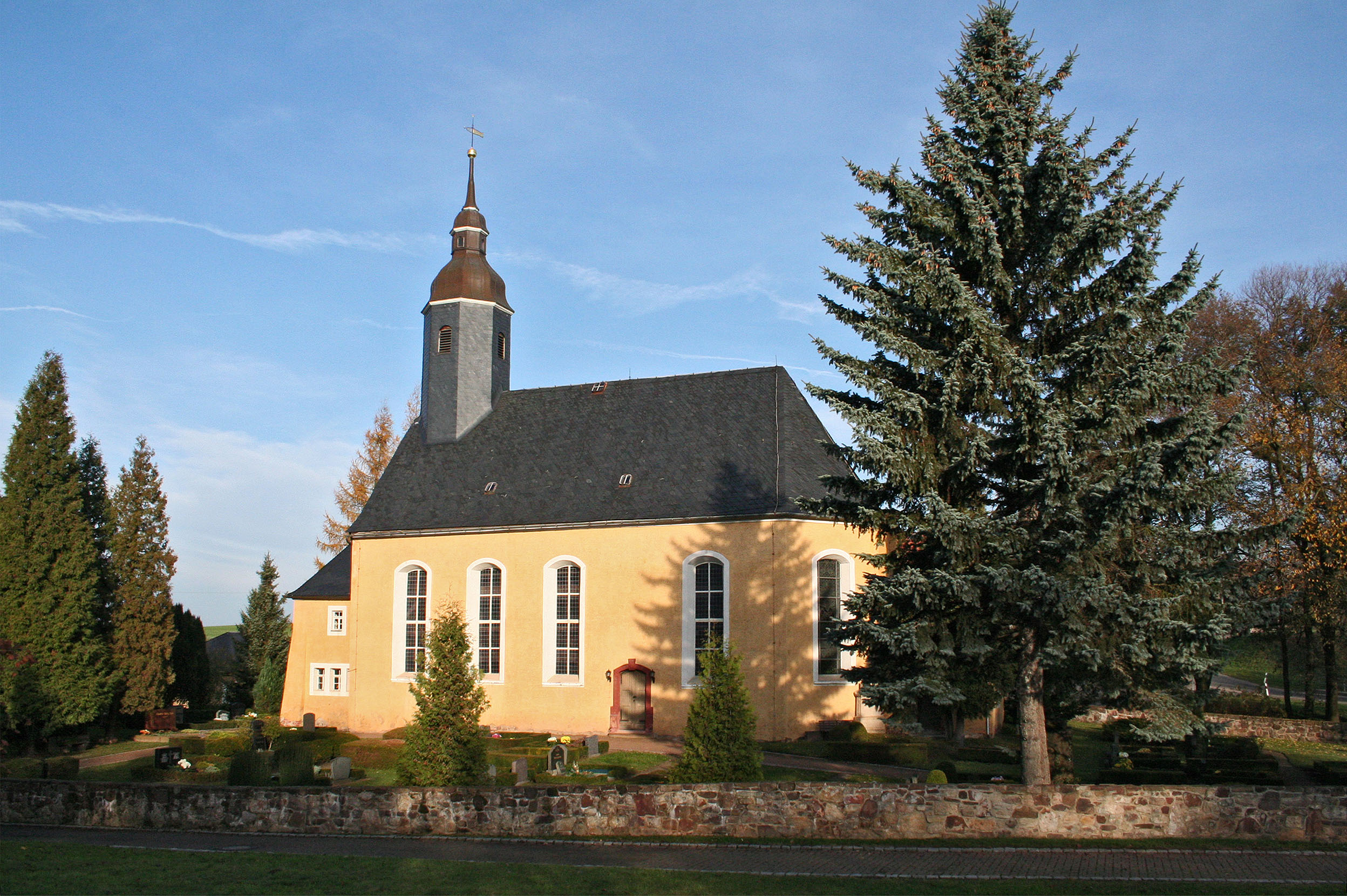
Kirche von Bockelwitz

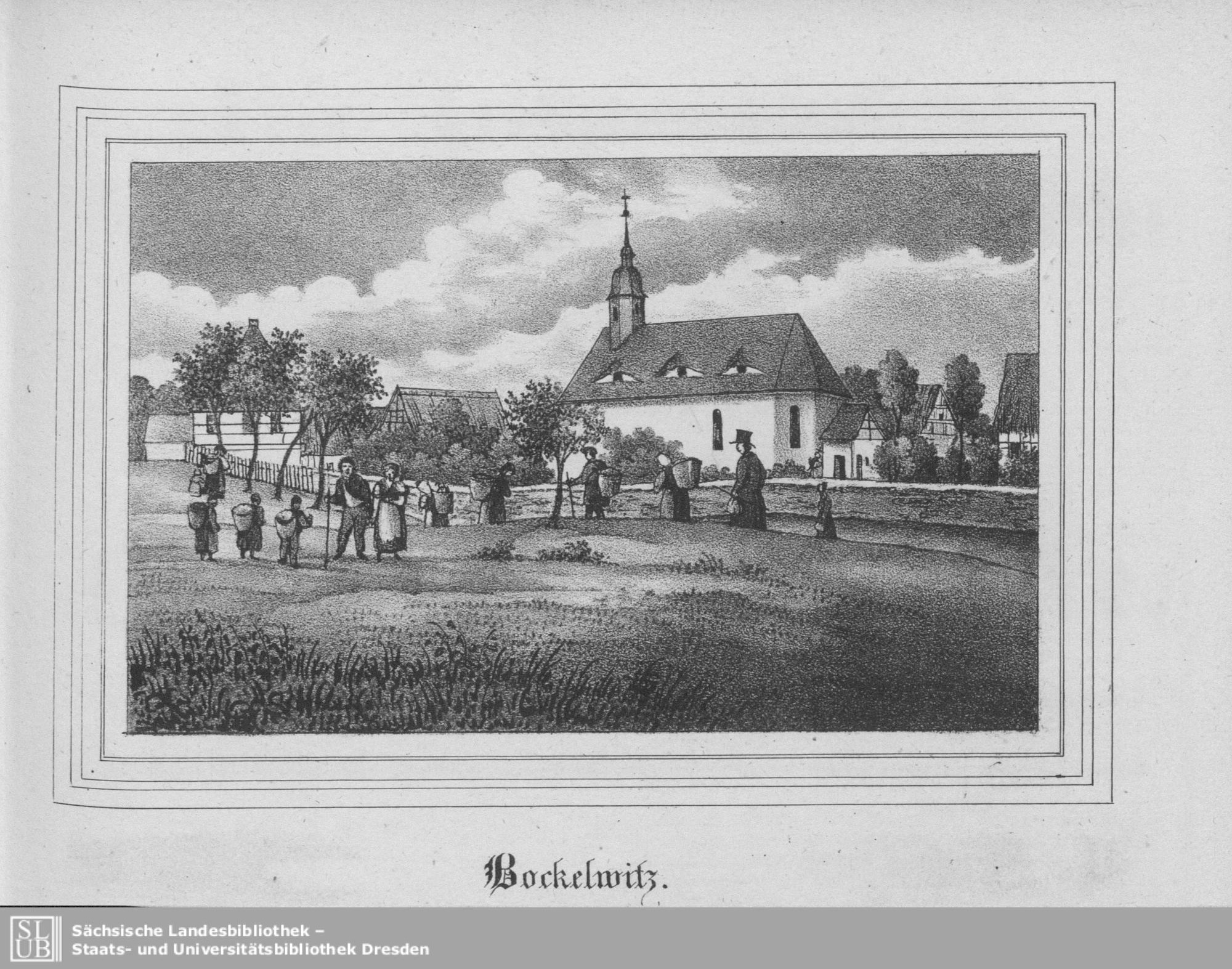
Bockelwitz, Kirche um 1840 (Sachsens Kirchengalerie)

Bockelwitz ist ein Ortsteil der sächsischen Stadt Leisnig im Landkreis Mittelsachsen. Bis zum 1. Januar 2012 war Bockelwitz eine kreisangehörige Gemeinde.

## Geographie
Die Bockelwitz liegt im Sächsischen Burgen- und Heideland. Der Ort ist über den Anschluss Leisnig der A 14 gut zu erreichen. Nahe gelegene Städte sind Mügeln (ca. 7 km) und Döbeln (ca. 14 km). Nahe Bockelwitz verläuft der Mulderadweg.

## Geschichte

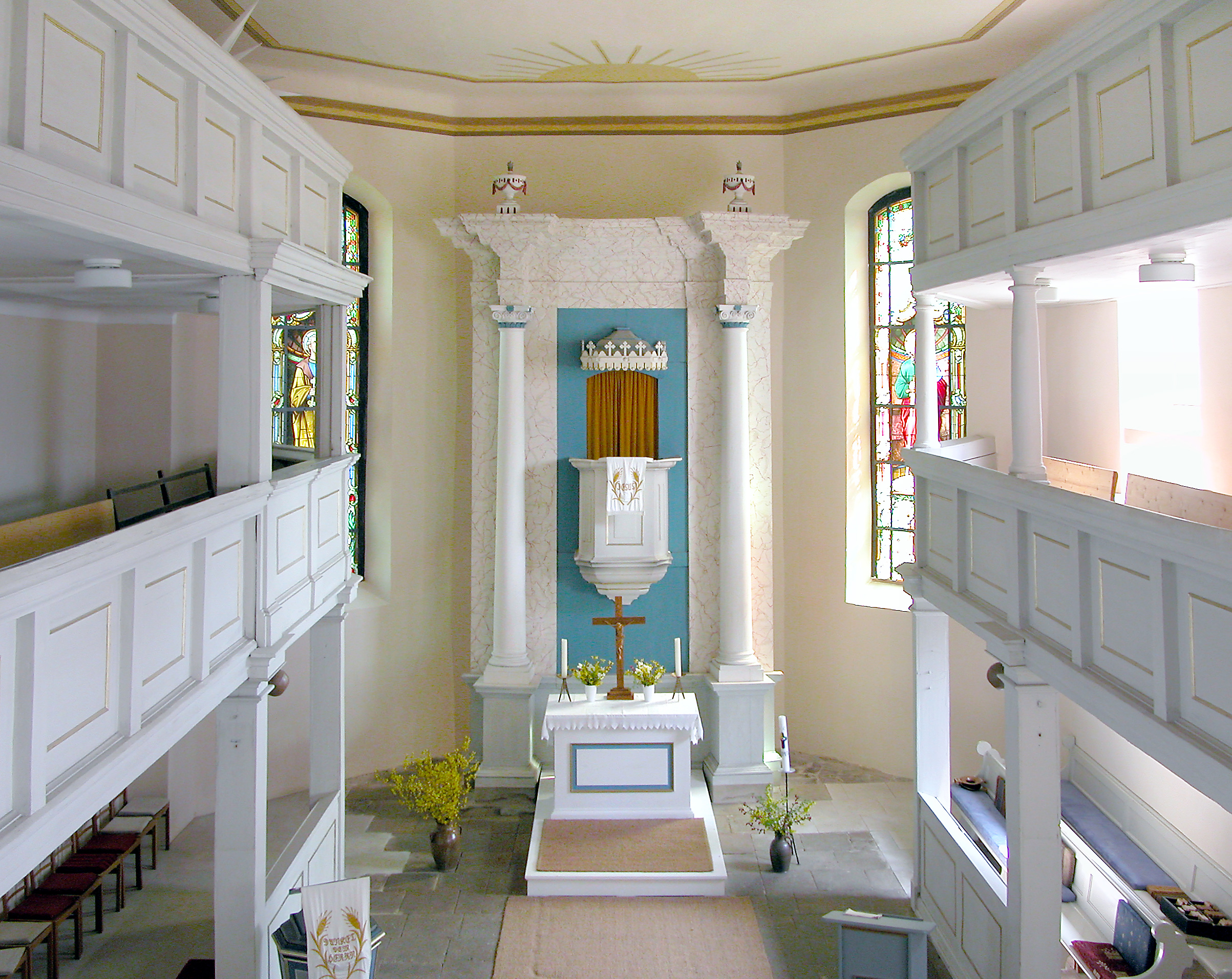
Kirche Bockelwitz mit Kanzelaltar

Das Dorf Bockelwitz ist sorbischen Ursprungs, erkennbar an der Tatsache, dass es noch 1403 Wachkorn ins Vorwerk Tragnitz liefern musste, eine Abgabe, die wohl alle Dörfer leisten mussten, die vor der Bildung des Burgwards Leisnig entstanden waren. Im Ort aufgegangen ist das Dorf Criscowe (Kreischau). 1245 wurde der Ort erstmals urkundlich erwähnt in der Schutzurkunde von Kaiser Friedrich II. für Kloster Buch. Der Ort war Lehen der Reichsministerialen von Mildenstein gewesen, von denen es an das Kloster übergegangen war. Kirchlich gehörte der Ort anfangs zur Matthäi-Kirche Leisnig, ab 1286 zur Nikolai-Kirche Altleisnig. Zwischen 1286 und 1306 war wohl eine Filialkirche in Bockelwitz errichtet worden. 1306 wurde diese durch den Bischof von Meißen in eine Pfarrkirche umgewandelt, wobei die Bauern sowohl den Pfarrer von Altleisnig zu entschädigen als auch für den Unterhalt ihres eigenen Pfarrers aufzukommen hatten. Zugeordnet wurden die Dörfer Kreischau, Kroptewitz, Dobernitz, Leuterwitz, Nicollschwitz, Großpelsen und Kleinpelsen. Patronatsherr blieb der Abt von Kloster Buch.
1378 hatte Bockelwitz jährlich 44 Scheffel Korn und dasselbe in Hafer, dazu ein Küchenrind, an das castrum Leisnig zu liefern.
1548 wurde es im Amtserbbuch Kloster Buch mit 8 besessenen Mann und 23 Hufen genannt, die alle zum (Amt) Kloster Buch gehörten. Patronatsherr waren nun die Herren von Kötteritzsch auf Sitten.
1797 wurde die Dorfkirche Bockelwitz durch August Bormann und Gottfried Wartig aus Wermsdorf unter Verwendung von Teilen des Vorgängerbaus von 1597 errichtet, die Orgel von Gottlieb Enzemann (1797/98), der Prospekt in Rokokoformen 1807, gestiftet von C.G.Melzner, Lehrer in Bockelwitz.
Die Pfarrer und Schulmeister zu Bockelwitz von der Reformation bis 1750 sind in der Chronik von Leisnig zu finden. Dieser Quelle bedient sich auch die Sächsische Kirchengalerie, die u. a. weitere Einzelheiten zum Bau der Kirche anführt.
Leuterwitz und Nicollschwitz kamen im Jahr 1950 zu Bockelwitz. Börtewitz wurde 1991 und Naunhof 1992 eingemeindet. Polkenberg mit all seinen Ortsteilen gehört seit 1999 zur Gemeinde.
Am 1. Januar 2012 wurde Bockelwitz in die Stadt Leisnig eingemeindet. Vor der Eingemeindung bestand Bockelwitz aus insgesamt 27 Ortsteilen und dem Hauptort Bockelwitz:
| - Altenhof - Altleisnig - Beiersdorf - Börtewitz - Clennen - Dobernitz - Doberquitz - Doberschwitz - Görnitz | - Großpelsen - Hetzdorf - Kalthausen - Kleinpelsen - Korpitzsch - Kroptewitz - Leuterwitz - Marschwitz - Naundorf - Naunhof | - Nicollschwitz - Polditz - Polkenberg - Sitten - Wiesenthal - Zeschwitz - Zollschwitz - Zschockau |

| Ehemalige Gemeinde | Datum      | Anmerkung                     |
| ------------------ | ---------- | ----------------------------- |
| Altenhof           | 01.07.1963 | Eingemeindung nach Naunhof    |
| Altleisnig         | 01.07.1950 | Eingemeindung nach Polditz    |
| Beiersdorf         | 01.01.1952 | Eingemeindung nach Naunhof    |
| Börtewitz          | 01.03.1991 |                               |
| Dobernitz          | 01.07.1950 | Eingemeindung nach Kroptewitz |
| Görnitz            | 01.07.1950 | Eingemeindung nach Polkenberg |
| Hetzdorf           | 01.07.1950 | Eingemeindung nach Naundorf   |
| Korpitzsch         | 01.07.1950 | Eingemeindung nach Polkenberg |
| Kroptewitz         | 28.12.1962 |                               |
| Leuterwitz         | 01.07.1950 |                               |
| Marschwitz         | 01.07.1950 | Eingemeindung nach Polditz    |
| Naundorf           | 01.07.1963 | Eingemeindung nach Naunhof    |
| Naunhof            | 01.04.1992 |                               |
| Nicollschwitz      | 01.07.1950 |                               |
| Polditz            | 01.06.1973 | Eingemeindung nach Polkenberg |
| Polkenberg         | 01.01.1999 |                               |
| Sitten             | 01.06.1973 |                               |
| Zollschwitz        | 01.07.1963 | Eingemeindung nach Naunhof    |
| Zschockau          | 01.10.1965 | Eingemeindung nach Polkenberg |

## Persönlichkeiten
- Ernst Däweritz (1839–1914), Gutsbesitzer in Doberschwitz und Politiker, MdL (Königreich Sachsen)
- Johannes Erich Heyde (1892–1979), Philosoph, Psychologe und Hochschullehrer